# Recensement de la Roumanie de 1992
Le recensement de 1992 en Roumanie est réalisé par l'Institut national de statistique, en janvier 1992 et fait suite au recensement de 1977.

## Répartition ethnique

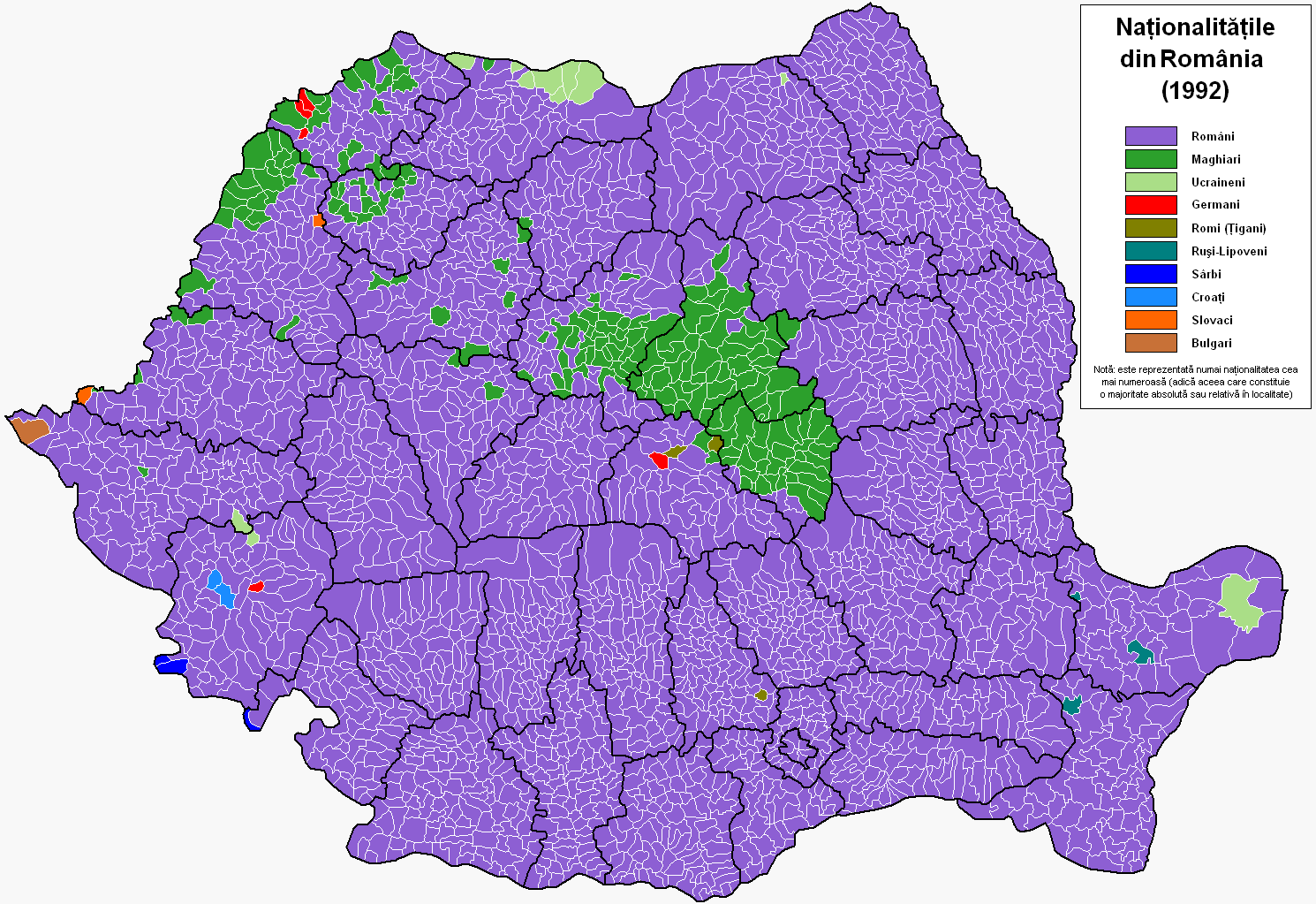

| Ethnicité    | Nombre     | %     |
| ------------ | ---------- | ----- |
| Roumains     | 20 408 542 | 89,5  |
| Hongrois     | 1 624 959  | 7,1   |
| Roms         | 401 087    | 1,8   |
| Allemands    | 119 462    | 0,5   |
| Ukrainiens   | 65 764     | 0,3   |
| Lipovènes    | 38 606     | 0,2   |
| Turcs        | 29 832     | 0,1   |
| Serbes       | 29 408     | 0,1   |
| Tatars       | 24 596     | 0,1   |
| Slovaques    | 19 594     | 0,1   |
| Bulgares     | 9 851      | 0,0   |
| Juifs        | 8 955      | 0,0   |
| Tchèques     | 5 797      | 0,0   |
| Polonais     | 4 232      | 0,0   |
| Croates      | 4 085      | 0,0   |
| Grecs        | 3 940      | 0,0   |
| Arméniens    | 1 957      | 0,0   |
| Autres       | 8 602      | 0,0   |
| Non déclarée | 766        | 0,0   |
| Total        | 22 810 035 | 100,0 |